# Olympic-klass (oceanångare)

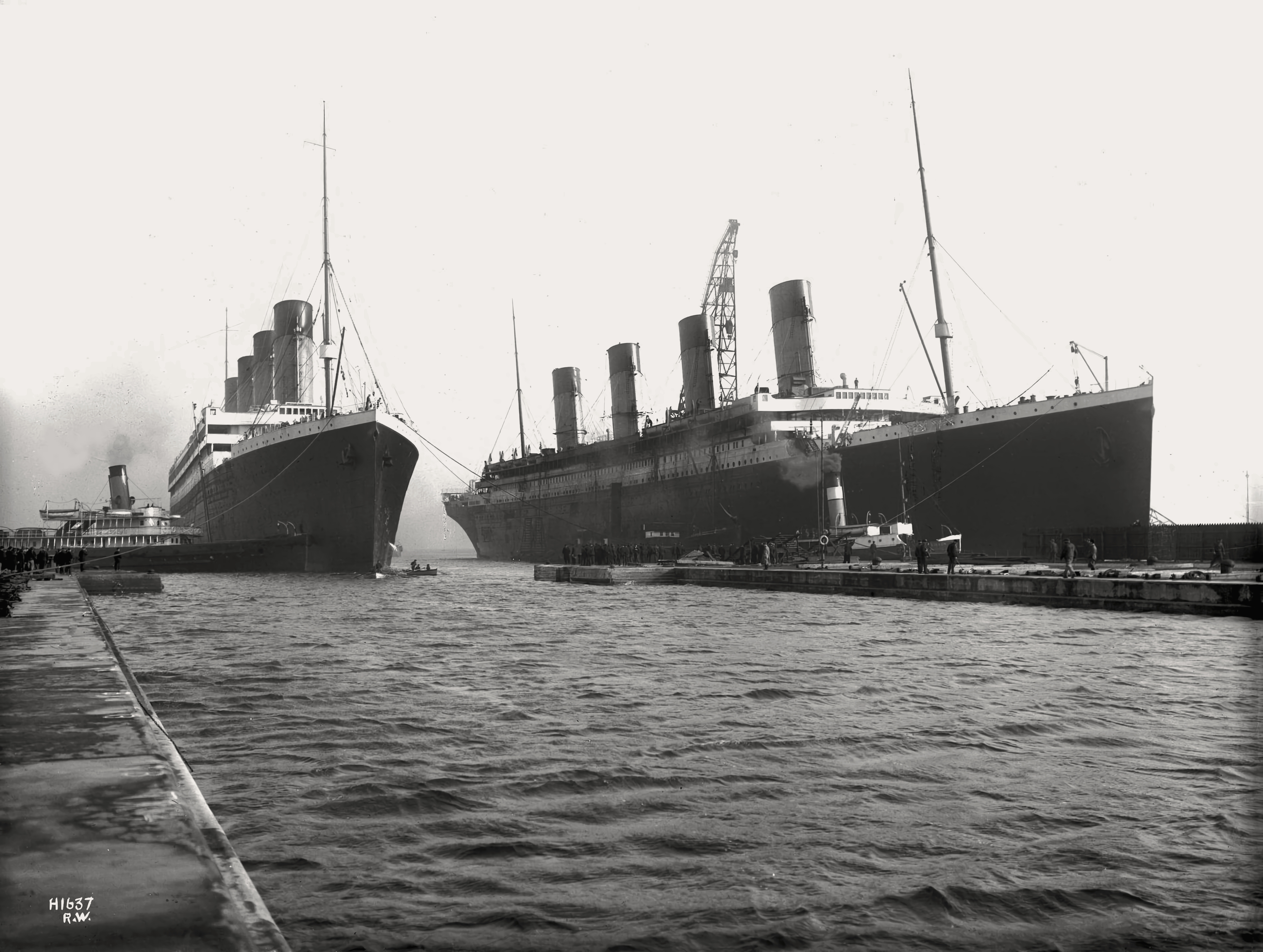
RMS Olympic (t.v.) och RMS Titanic (t.h.)

Olympic-klassen var en fartygsklass bestående av en trio oceanångare bestående av Olympic, Titanic och Britannic, som byggdes ifrån 1908 till 1914 på varvet Harland and Wolff för White Star Line.
Bakgrunden var den intensiva konkurrensen mellan de fyra stora brittiska och tyska rederierna White Star Line, Cunard Line, Hapag och NDL, både gällande fart i form av Atlantens blå band, samt storlek och lyx. White Star Lines hade efter sekelskiftet haft en tätplats med sin fartygskvartett De fyra stora, men alltmer sett sig förbiåkta, senast av Cunards RMS Mauretania och RMS Lusitania. Därför planerades en efterträdande klass som skulle återta tronen.
Man har alltid sagt Olympic & Titanic, detta för att det förstnämnda fick mer uppmärksamhet då det sjösattes. Både Olympic och Titanic var vid sina respektive sjösättningar världens största fartyg. Några månader efter Titanics sjösättning byggdes ett annat fartyg, (i Tyskland) SS Imperator, som överklassade Olympic-klassens dimensioner med 6,2 registerton och ca. 80 engelska fot.

## Fartyg i klassen
- RMS Olympic (20 oktober 1910 - 5 april 1935)

Olympic var det fartyg som överlevde längst. Efter att White Star Line av ekonomiska skäl gått ihop med konkurrenten Cunard Line och bildat Cunard White Star, lämnade Olympic New York för sista gången den 5 april 1935, varpå hon lades upp på sin sista viloplats i Storbritannien. Hennes överbyggnad demolerades i Jarrow, Skottland, för att skapa jobb i regionen som var hårt drabbad av depressionen. Hon bärgades sedan vidare till Inverkeithing för att huggas upp fullständigt.
- RMS Titanic (31 maj 1911 - 14 april 1912)

Titanic blev det mest kända fartyget i klassen i och med den beryktade förlisningen.
- HMHS Britannic (23 december 1915 - 21 november 1916)

His/Her Majesty's Hospital Ship Britannic rekvirerades direkt efter färdigställandet av brittiska amiralitetet och tjänstgjorde som lasarettsfartyg fram till min-sänkningen i Medelhavet.

## Kännetecken
Alla fartygen hade fyra skorstenar, då skorstenar för större fartyg i tidsperioden sågs som statussymboler, kopplade till antalet pannor och därigenom kraft och fart. Titanics och Olympics skorstenar målades gula med den översta fjärdedelen svart.

## Framdrivning
- Olympic: 24 dubbelsidiga och 5 ensidiga 'Scotch' ångpannor. Två fyracylindriga trippel-expansionsmotorer, vilka båda producerade ca. 15 000 hk, för att driva de två yttre propellrarna, samt en lågtrycks-turbin som producerade 16 000- 59 000 hk för den mellersta propellern.

- Titanic: 24 dubbelsidiga och 4 ensidiga ångpannor gav ånga till två trippel-expansionsmotorer för de två yttre propellrarna, samt en lågtrycks-turbin för den mellersta propellern.

- Britannic: Ungefär samma som de ovanstående, men med mittenturbinen producerande 18 000 hk som standard. Den totala mängden hästkrafter var ca. 50 000.